# Championnat de Bolivie de football 1989
Navigation
Saison précédente Saison suivante
La saison 1989 du Championnat de Bolivie de football est la quinzième édition du championnat de première division en Bolivie. Le championnat se dispute en cinq phases :
- dix des douze équipes jouent les unes contre les autres deux fois, à domicile et à l'extérieur, au sein d'une poule unique. Le vainqueur se qualifie pour la finale nationale pour le titre.
- les douze équipes jouent les unes contre les autres deux fois, à domicile et à l'extérieur, répartis en deux poules. Les quatre premiers de chaque groupe se qualifient pour la deuxième phase tandis que le moins bon est directement relégué en deuxième division.
- lors de la troisième phase, les huit clubs sont répartis en deux groupes, où chaque équipe joue à nouveau deux fois contre leurs adversaires. Les deux premiers de chaque groupe obtiennent leur billet pour la phase finale.
- la phase finale est jouée sous forme de coupe, avec demi-finales et finales jouées en matchs aller et retour.
- enfin, le titre est disputé entre le vainqueur de la phase finale et le club classé premier à l'issue de la première phase.

C'est le club de The Strongest La Paz qui remporte la compétition après avoir battu en finale nationale Oriente Petrolero. C'est le troisième titre de champion de l'histoire du club.

## Qualifications continentales
Le champion se qualifie pour la phase de groupes de la Copa Libertadores 1990, tout comme le club classé en tête à l'issue de la première phase.

## Les clubs participants
| - Jorge Wilstermann Cochabamba - San José Oruro - Oriente Petrolero - Bolivar La Paz - Real Santa Cruz - Destroyers Santa Cruz | - Ciclón Tarija - Club Always Ready - Club Blooming - The Strongest La Paz - Universitario de Sucre - Litoral La Paz |

## Compétition
Le barème utilisé pour établir l'ensemble des classements est le suivant :
- Victoire : 2 points
- Match nul : 1 point
- Défaite : 0 point

### Première phase
- San José Oruro et Jorge Wilstermann Cochabamba ne participent pas à la première phase.

| Rang | Équipe                 | Pts | J  | G  | N | P  | Bp | Bc | Diff |
| ---- | ---------------------- | --- | -- | -- | - | -- | -- | -- | ---- |
| 1    | The Strongest La Paz   | 24  | 18 | 10 | 4 | 4  | 45 | 15 | +30  |
| 2    | Club Blooming          | 23  | 18 | 10 | 3 | 5  | 33 | 22 | +11  |
| 3    | Bolivar La PazT        | 22  | 18 | 10 | 2 | 6  | 34 | 19 | +15  |
| 4    | Destroyers Santa Cruz  | 22  | 18 | 9  | 4 | 5  | 39 | 26 | +13  |
| 5    | Oriente Petrolero      | 17  | 18 | 7  | 3 | 8  | 32 | 27 | +5   |
| 6    | Real Santa Cruz        | 17  | 18 | 6  | 5 | 7  | 19 | 33 | -14  |
| 7    | Ciclón Tarija          | 16  | 18 | 7  | 2 | 9  | 21 | 28 | -7   |
| 8    | Club Always Ready      | 16  | 18 | 4  | 8 | 6  | 16 | 28 | -12  |
| 9    | Litoral La Paz         | 13  | 18 | 4  | 5 | 9  | 14 | 24 | -10  |
| 10   | Universitario de Sucre | 10  | 18 | 3  | 4 | 11 | 11 | 42 | -31  |

|  | Qualification pour la Copa Libertadores 1990 et la finale pour le titre |
|  | T: Tenant du titre                                                      |

### Deuxième phase
| Rang | Équipe                 | Pts | J  | G | N | P | Bp | Bc | Diff |
| ---- | ---------------------- | --- | -- | - | - | - | -- | -- | ---- |
| 1    | Real Santa Cruz        | 17  | 12 | 7 | 3 | 2 | 17 | 13 | +4   |
| 2    | Oriente Petrolero      | 16  | 12 | 7 | 2 | 3 | 25 | 14 | +11  |
| 3    | Bolivar La Paz         | 14  | 12 | 5 | 4 | 3 | 23 | 13 | +10  |
| 4    | Litoral La Paz         | 12  | 12 | 4 | 4 | 4 | 19 | 20 | -1   |
| 5    | San José Oruro         | 11  | 12 | 3 | 5 | 4 | 9  | 15 | -6   |
| 6    | Universitario de Sucre | 9   | 12 | 2 | 5 | 5 | 7  | 14 | -7   |

| Rang | Équipe                       | Pts | J  | G | N | P | Bp | Bc | Diff |
| ---- | ---------------------------- | --- | -- | - | - | - | -- | -- | ---- |
| 1    | The Strongest La Paz         | 19  | 12 | 8 | 3 | 1 | 22 | 6  | +16  |
| 2    | Club Blooming                | 13  | 12 | 4 | 5 | 3 | 11 | 15 | -4   |
| 3    | Jorge Wilstermann Cochabamba | 12  | 12 | 5 | 2 | 5 | 13 | 10 | +3   |
| 4    | Destroyers Santa Cruz        | 9   | 12 | 3 | 3 | 6 | 13 | 16 | -3   |
| 5    | Ciclón Tarija                | 6   | 12 | 1 | 4 | 7 | 10 | 18 | -8   |
| 6    | Club Always Ready            | 6   | 12 | 1 | 4 | 7 | 9  | 24 | -15  |

### Troisième phase
| Rang | Équipe                | Pts | J | G | N | P | Bp | Bc | Diff |
| ---- | --------------------- | --- | - | - | - | - | -- | -- | ---- |
| 1    | Club Blooming         | 8   | 6 | 2 | 4 | 0 | 9  | 7  | +2   |
| 2    | Bolivar La Paz        | 6   | 6 | 2 | 2 | 2 | 13 | 6  | +7   |
| 3    | Destroyers Santa Cruz | 6   | 6 | 1 | 4 | 1 | 6  | 6  | 0    |
| 4    | Real Santa Cruz       | 4   | 6 | 1 | 2 | 3 | 7  | 16 | -9   |

| Rang | Équipe                       | Pts | J | G | N | P | Bp | Bc | Diff |
| ---- | ---------------------------- | --- | - | - | - | - | -- | -- | ---- |
| 1    | The Strongest La Paz         | 7   | 6 | 3 | 1 | 2 | 9  | 5  | +4   |
| 2    | Oriente Petrolero            | 6   | 6 | 3 | 0 | 3 | 11 | 8  | +3   |
| 3    | Jorge Wilstermann Cochabamba | 6   | 6 | 2 | 2 | 2 | 6  | 7  | -1   |
| 4    | Litoral La Paz               | 5   | 6 | 2 | 1 | 3 | 4  | 10 | -6   |

### Phase finale
Demi-finales :
| Équipe 1             | Résultat | Équipe 2          | Aller | Retour |
| -------------------- | -------- | ----------------- | ----- | ------ |
| Club Blooming        | 2 - 3    | Oriente Petrolero | 0 - 1 | 2 - 2  |
| The Strongest La Paz | 2 - 2    | Bolivar La Paz    | 1 - 1 | 1 - 1  |

Finale :
| Équipe 1          | Résultat | Équipe 2       | Aller | Retour | Appui |
| ----------------- | -------- | -------------- | ----- | ------ | ----- |
| Oriente Petrolero | 2 - 1    | Bolivar La Paz | 1 - 0 | 0 - 1  | 1 - 0 |

### Finale pour le titre
| Équipe 1             | Résultat | Équipe 2          |
| -------------------- | -------- | ----------------- |
| The Strongest La Paz | 1 - 0    | Oriente Petrolero |

## Bilan de la saison
| Championnat de Bolivie de football 1989 |                                 |
| Champion                                | The Strongest La Paz (3e titre) |
| Qualifications continentales            |                                 |
| Copa Libertadores 1990                  | The Strongest La Paz            |
| Copa Libertadores 1990                  | Oriente Petrolero               |
| Promotions et relégations               |                                 |
| Promus en Primera A                     | Club Independiente Petrolero    |
| Promus en Primera A                     | San Pedro Cochabamba            |
| Relégués en Primera B                   | Universitario de Sucre          |